# Велико-Тырново (община)
Вели́ко-Ты́рново (болг. Община Велико Търново) — община в Болгарии. Входит в состав Великотырновской области. Население составляет 93 865 человек (на 21.07.05 г.).
Площадь территории общины Велико-Тырново 885,345 км². В общине 3 города (Велико-Тырново, Дебелец, Килифарево) и 86 сёл, административным центром является город Велико-Тырново.

## Состав общины
В состав общины входят следующие населённые пункты:
| - село Арбанаси - село Балван - село Белчевци - село Беляковец - село Бижовци - село Бойчеви-Колиби - село Бойчовци - село Бочковци - село Бояновци - село Буковец - город Велико-Тырново - село Велчево - село Ветринци - село Виларе - село Водолей - село Войнежа - село Вонешта-Вода - село Выглевци - село Вырлинка - село Габровци - село Гаштевци - село Големаните - село Горановци - село Горен-Еневец - город Дебелец - село Деветаците - село Дечковци - село Димитровци - село Димовци - село Дичин - село Долен-Еневец - село Долни-Дамяновци - село Дунавци - село Емен - село Ивановци - село Илевци - село Йовчевци - город Килифарево - село Кисёвци - село Кладни-Дял | - село Клышка-Река - село Кыпиново - село Лагерите - село Леденик - село Малки-Чифлик - село Малчовци - село Миндя - село Мишеморков-Хан - село Момин-Сбор - село Нацовци - село Никюп - село Ново-Село - село Пирамидата - село Плаково - село Пожерник - село Поповци - село Присово - село Продановци - село Пушево - село Пчелиште - село Пыровци - село Радковци - село Райковци - село Ресен - село Русаля - село Самоводене - село Самсиите - село Сеймените - село Семковци - село Суха-Река - село Сырненци - село Терзиите - село Тодоровци - село Хотница - село Церова-Кория - село Шемшево - село Шереметя - село Шодековци - село Ялово |

## Политическая ситуация
Кмет (мэр) общины Велико-Тырново — Даниел Панов (ГЕРБ).